# سوزی کاستیلو
سوزی کاستیلو (به انگلیسی: Susie Castillo) (زاده ۲۷ اکتبر ۱۹۷۹) بازیگر، مدل، مجری تلویزیون و ملکه زیبایی اهل آمریکا است.
او در سال ۲۰۰۳ ملکه زیبایی ایالات متحده آمریکا شد و به نمایندگی از آمریکا در مراسم دوشیزه جهان ۲۰۰۳ که در پاناما برگزار شده بود شرکت کرد و جز نیمه نهایی قرار گرفت.